# Schönau (Schleusegrund)

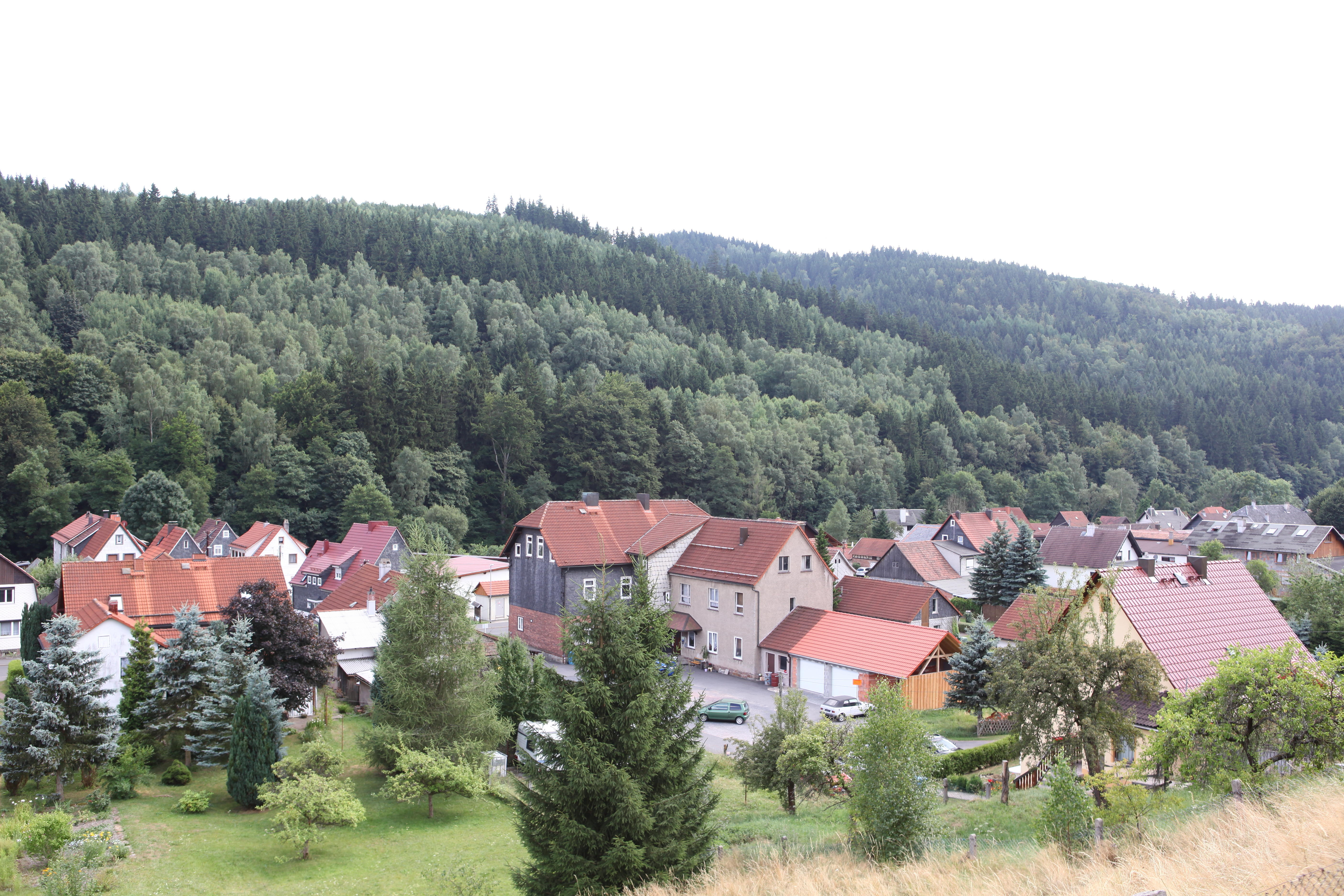
Schönau

Schönau ist ein Teil von Schönbrunn, Ortsteil der Gemeinde Schleusegrund im Landkreis Hildburghausen in Thüringen.

## Geschichte
Schönau wurde 1352 erstmals urkundlich genannt. Schönbrunn (das frühere Schönau) war 1619–1623 von Hexenverfolgung betroffen. Vier Frauen und zwei Männer gerieten in Hexenprozesse. Drei Frauen wurden verbrannt.
Bis 1815 gehörte der Ort zum hennebergischen bzw. kursächsischen Amt Schleusingen. Von 1815 bis 1945 gehörte Schönau zu Preußen, verwaltungsmäßig  zum Landkreis Schleusingen.
Am 1. Juli 1950 wurden die bisherigen Gemeinden Gabel, Oberneubrunn, Schönau und Unterneubrunn zur neuen Gemeinde Schönbrunn zusammengeschlossen. Diese gehört seit 1994 zur Gemeinde Schleusegrund. Der Standort Schönau ist heute der Mittelpunkt des Ortsbereichs Schönbrunn. Dieser hat jetzt eine Länge von etwa 3,5 Kilometern. Diese Maßnahme war Voraussetzung für den Bau der Talsperre Schönbrunn.